# Premis Literaris Ciutat de Badalona
El Premis Literaris Ciutat de Badalona són un conjunt de guardons destinat a textos en les categories de narrativa, narrativa juvenil, poesia i teatre. L'organitza l'Ajuntament de Badalona amb el suport de l'Espai Betúlia-Centre de la Paraula i les Lletres i la col·laboració de la llibreria El Full i l'entitat Festa Nacional dels Països Catalans. També es coneix per la denominació alternativa de Premi literari Països Catalans - Solstici d'Estiu. Les obres guanyadores en la categoria de narrativa han estat editades per les editorials Columna Edicions, Edicions Proa i, des de 2012, per Viena Edicions. El 2021 la dotació era de 4.000 € (narrativa), 3.000 € (poesia i narrativa juvenil) i 2.000 € (teatre). A més, tots els guanyadors rebien una rèplica de l'escultura de Venus de Badalona.

## Premi Ciutat de Badalona de Narrativa - Països Catalans-Solstici d'Estiu
- 1988 - Genoveva Gómez, per Urbanitat
- 1989 - Núria García, per Rodes de barca
- 1990 - Albert Ibáñez, per  A la Rambla
- 1991 - Carles Llorca, per El capità Caliu i la sisena flota
- 1992 - Remei Margarit, per Estimat John
- 1993 - Teresa Aguilar, per Hotel Mar
- 1994 - Miquel Mas, per El soldat i la penombra
- 1995 - Eva Santana, per Els maldecaps de l'Emi Pi
- 1996 - Desert
- 1997 - Víctor Batallé, per La porta de la lluna
- 1998 - Manuel Baixauli, per Espiral i Toni Cucarella, per L'última paraula
- 1999 - Jordi Font-Agustí, per Els silencis de Betúlia
- 2000 - Núria Esponellà, per El mateix vell amor
- 2001 - Francesc Serés, per  L'arbre sense tronc
- 2002 - Roger Tartera, per Quan es fa clar
- 2003 - Joan Lluís Moreno, per Jack no va passar pel purgatori
- 2004 - Silvestre Hernández, per Aigües tèrboles
- 2005 - Agustí Franch, per Sota la llei de Murphy
- 2006 - Joan Solana, per L'ombra de Caín
- 2007 - Edgar Cantero, per Dormir amb Winona Ryder
- 2008 - Josep M. Morreres, per L'abadia del diable
- 2009 - Amàlia Lafuente Flo, per El codi genètic
- 2010 - Clara Soley, per Enemigues de l'ànima
- 2011 - David Parra, per Escala d'incendis
- 2012 - Ana Moya, per Cafè Zoo
- 2013 - Joan Soler Amigó, per La muntanya de les relíquies[5]
- 2014 - Cristina Garcia Molina, per Silenci a taula[6]
- 2015 - Jordi Ortiz, per Oprimits.[3]
- 2016 - Eduard Roure Blàvia, per La nit de les oques.[7]
- 2017 - Dani Vilaró Donat, per Si em toques, cauré
- 2018 - Marta Carreras Aznar per Tot el que no t'he dit[8]
- 2019 - Lluís Gea Martínez per Zoòtrop[9]
- 2020 - Desert[10]
- 2021 - Francesc Duch Casanova, per S’ho van creure[4]

## Premi Ciutat de Badalona de Narrativa Juvenil
- 1999 - Josep M. Turuguet, per L'amor se'n va a la Xina
- 2000 - Olga Xirinacs, per Un cadàver per sopar
- 2001 - Joan Voltas i Revillat, per El segrest de les balenes
- 2002 - Ton Creus, per El sot del cavall
- 2003 - Víctor Panicello, per Des de Saturn.com
- 2004 - Desert
- 2005 - Claudine Beaumont, per Els miralls infinits
- 2006 - Guillem Rosselló Bujosa, per On ets, Agnès?
- 2007 - Desert
- 2008 - Miquel Campins, per Gavin de Puiyet
- 2009 - Toni Cotet i Masià, per El bressol del basquetbol.[11]
- 2010 - Miquel Fañanàs, per El pavelló gris
- 2011 - Desert
- 2012 - Patricia Martin, per Una de zombis
- 2013 - Andreu Martín, per Cicatrius de 1714[5]
- 2014 - Lourdes Boïgues, per Una lectura perillosa
- 2015 - Manel Aljama, per Futur imperfecte.[3]
- 2016 - Albert López Vivancos, per Em dic Saül i sóc un noi normal.[7]
- 2017 - Desert
- 2018 - Lluís Gea Martínez, per Escrivia flor a la Júlia
- 2019 - Anna Vilar Roca, per Tot plegat semblava una broma[9]
- 2020 - Adrià Aguacil Portillo, per Botiga de vides[10]
- 2021 - Arturo Padilla de Juan, per La pregunta[4]

## Premi Betúlia de Poesia - Memorial Carme Guasch
- 2001 - Gerard Sala, per Amb la veu als ulls
- 2002 - Àngela Ribas, per El temps innoble
- 2003 - Salvador Iborra, per Un llençol per embrutar
- 2004 - Jordi Roig, per Intempèrie
- 2005 - Óscar Marín, per El segon vol d'Ícar
- 2006 - Desert
- 2007 - Francesc Soler, per Cinema
- 2008 - Raquel Casas Agustí, per La dona bilingüe
- 2009 - Desert
- 2010 - Daniel Nomen, per Qui ens devia parlar del paradís
- 2011 - Albert Garcia, per El retorn de les fulles mortes
- 2012 - Cristina Casas, per Úter
- 2013 - Josep Fàbrega, per Guanya la dama
- 2014 - Desert
- 2015 - Joan Carles González, per Esbós, teoria i poètica de la nou
- 2016 - Vicent Almela, per També el vertigen
- 2017 - Desert
- 2018 - Yolanda Esteve Giner, per Zero
- 2019 - Jesús Girón Araque, per El bosc de bambú[9]
- 2020 - Maria Montserrat Butxaca i Fernandez, per Amfíbia[10]
- 2021 - Jordi Virallonga, per A favor de l'enemic[4]

## Premi Inicia't de Teatre Breu
- 2010 - Ivan Vallejo, per Món animal
- 2011 - Joan Guasp, per L'honorable Matarrates
- 2012 - Albert López, per El joc d'escriure
- 2013 - Sebastià Portell, per Un torrent que era la mar
- 2014 - Desert
- 2015 - Ferran Joanmiquel, per La filla de Chagall
- 2016 - Roger Simeon, per El pis del pare
- 2017 - Manuel Brugarolas, per Les altres troianes
- 2018 - Rafael J. Fabregat Rodríguez, per Cendres al llac
- 2019 - Àngels Aymar i Ragolta, per  Aquestes meves veus[9]
- 2020 - Jesus Giron Araque, per Ma cherie[10]
- 2021 - Jordi Tena i Galindo, per Art brut[4]